# بوئینگ ایکس‌بی-۱۵
بوئینگ ایکس‌بی-۱۵ (به انگلیسی: Boeing XB-15) یک هواپیمای ساختِ بوئینگ در کشور ایالات متحده آمریکا است. نخستین استفاده‌کنندهٔ این هواپیما تفنگداران هوایی ارتش ایالات متحده آمریکا بوده‌است. این هواپیما در ۱۵ اکتبر ۱۹۳۷ میلادی نخستین پرواز خود را انجام داد.